# Hiroshi Maeue
Hiroshi Maeue (né le 8 août 1968 et exécuté le 28 juillet 2009) était un tueur en série japonais.

## Personnel
Maeue nait à Kawachinagano, dans la préfecture d'Osaka le 8 août 1968. Influencé par les romans policiers qu'il lit dans son enfance, Maeue devient un paraphilien qui aime regarder les personnes asphyxiées souffrir.
Il a aussi une inclination de type fétichisme sexuel pour les chaussettes blanches, après avoir ressenti une excitation sexuelle envers les chaussettes d'un professeur quand il était collégien[réf. nécessaire].

## Premières attaques
À l'université, il asphyxie un camarade de classe qui portait des chaussettes blanches, il est alors renvoyé de l'université en 1988. Maeue est engagé dans un bureau de poste, mais en 1995, il attaque un collègue avec un pistolet anesthésique et est arrêté.
Après avoir été libéré, en 2001 Maeue attaque des piétons pour les asphyxier. Une nouvelle fois arrêté, il est condamné à un an de travaux forcés, avec un sursis de trois ans. Mais dans sa période de sursis, Maeue est ré-arrêté à la suite d'une attaque contre un piéton, il est alors condamné à dix mois de travaux forcés supplémentaires. Maeue accomplit sa peine et sort en juillet 2004.

## Meurtres via Internet
Après sa sortie de la prison, Maeue tue trois personnes en 2005. La méthode utilisée par Maeue était d'attirer des personnes par le biais d'Internet pour les assassiner.
Maeue attire sa première victime (25 ans, chômeur) en lui proposant de se suicider ensemble, asphyxiés par du monoxyde de carbone dans une voiture. Après avoir ligoté les mains et les pieds de la victime, il commence par l'étouffer et la maintient éveillée jusqu'à sa mort. Inquiet que sa victime soit reconnue, il déshabille le cadavre et l'abandonne dans un creux creusé à l'avance.
Le deuxième meurtre a lieu le 21 mai sur une victime âgée de 14 ans. Après le meurtre, il téléphone au père de la victime, faisant croire à un enlèvement.
Le 10 juin, trois semaines après son deuxième meurtre, Maeue tue sa troisième victime (21 ans, étudiant).
Cette série de meurtres est appelée au Japon « Affaire du meurtre du site (Internet) de suicide » (自殺サイト殺人事件, Jisatsu saito satsujin jiken).
Maeue est arrêté le 5 août.

## Procès et condamnation
Le tribunal a reconnu ce meurtre comme un meurtre psychopathique dans un but sexuel,. Le 27 mars 2007, le tribunal régional d'Ōsaka condamne Maeue à la peine de mort,. L'avocat de Maeue fait un appel le lendemain, mais Maeue abandonne l'appel le 5 juillet.
Maeue est exécuté le 28 juillet 2009. Le criminel Yukio Yamaji est aussi exécuté ce même jour.